# Löwenbräukeller

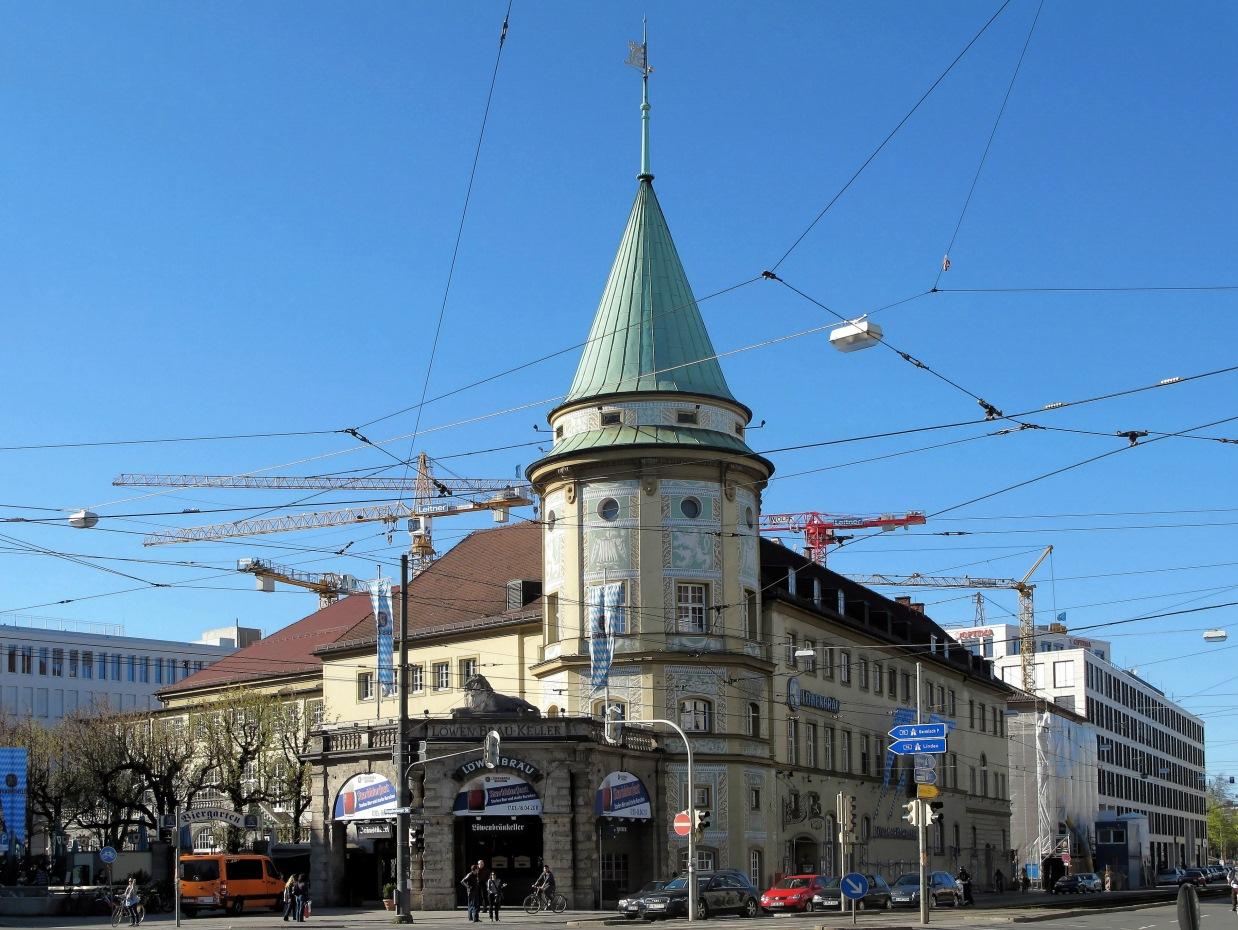
Löwenbräukeller am Stiglmaierplatz im April 2011

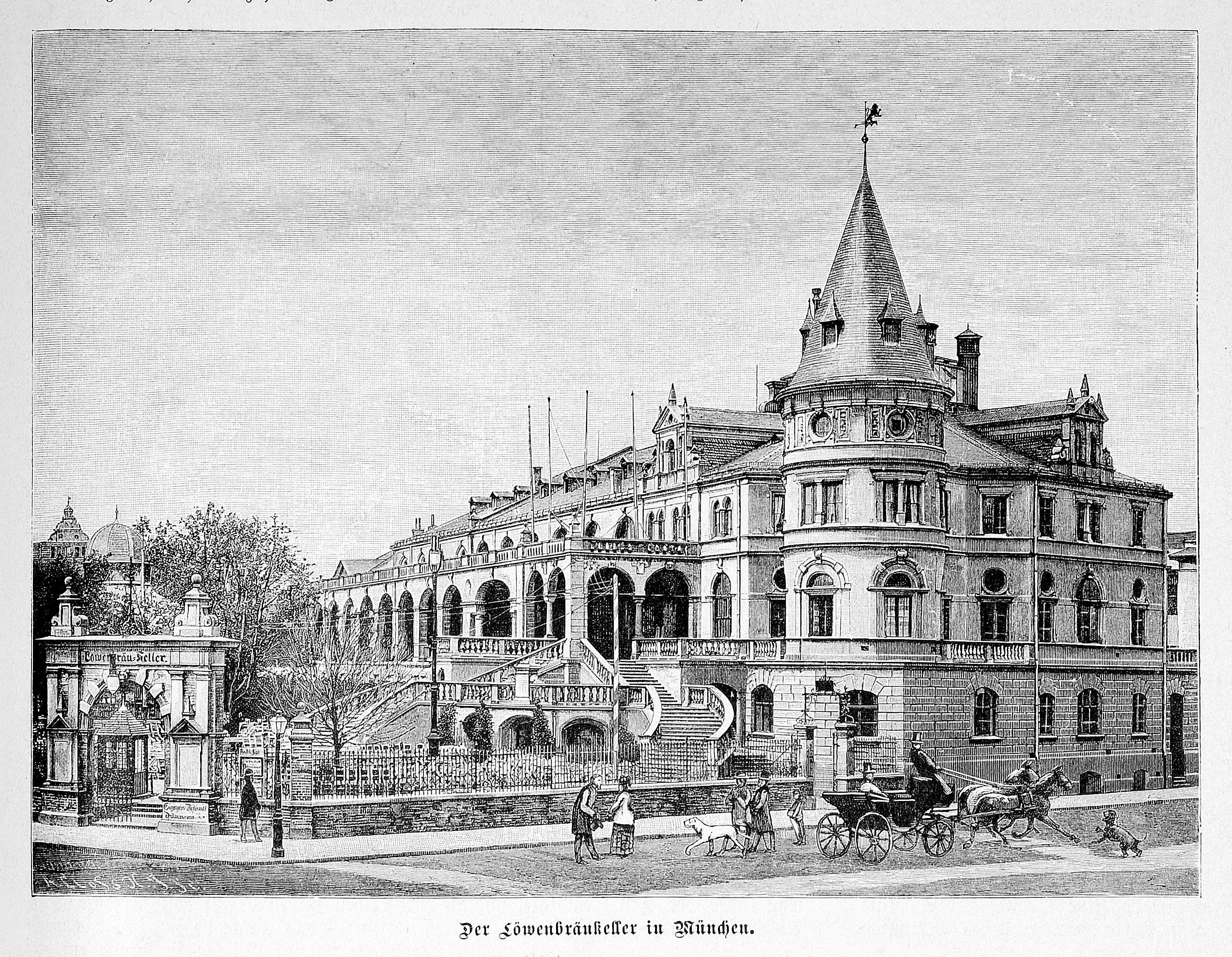
Der Löwenbräukeller um 1888; aus Die Gartenlaube

Der Löwenbräukeller ist ein Bierpalast mit Veranstaltungszentrum in München. Der Löwenbräukeller befindet sich direkt am Stiglmaierplatz an der Ecke Nymphenburger / Dachauer Straße in der Münchner Maxvorstadt. Geleitet wird der Löwenbräukeller seit April 2018 von Ludwig Reinbold, dessen Vater Eduard Reinbold den Betrieb 2015 gekauft hatte.

## Geschichte
Um den Wirtsgarten der Löwenbräu von der Sandstraße zu seinem Brauereigelände zu verlegen, erwarb Ludwig Brey, damals Brauer und Eigentümer der Löwenbrauerei, die Nachbarsanwesen vom „Bierwirt“ Nikolaus Naßl am Stiglmaierplatz an der Grenze zwischen der Maxvorstadt und Neuhausen. In den Jahren 1882/83 wurde der Löwenbräukeller nach den Plänen von Albert Schmidt errichtet und am 14. Juni 1883 feierlich eröffnet. Die Gesamtkosten betrugen 413.311 Mark. Bereits 1893/94 wurde der Löwenbräukeller ebenfalls nach Plänen von Albert Schmidt umgebaut und erweitert. Schmidt arbeitete mit Friedrich von Thiersch zusammen, der Fassade und Turm, der erst jetzt entstand, entwarf.
Der Keller war zu seiner Zeit auf dem Stand der Technik und der Hygiene: Es wurden nicht nur Servietten und Tischtücher eingeführt, welche die Keller, die sich eher an Biergärten orientierten, nicht kannten. Ebenso mussten die Gäste ihren Bierkrug nicht mehr selber in einen Bottich spülen. Die größte Sensation war zur damaligen Zeit die elektrische Beleuchtung des gesamten Gebäudes.
Bald wurde der Löwenbräukeller auch zu einem Veranstaltungszentrum, in dem um 1900 bekannte und beliebte Künstler auftraten, so die Wiener Deutschmeister und der US-Amerikaner John Philip Sousa, bekannt für seine Marschkompositionen. Seit etwa 1890 werden im Löwenbräukeller die Redouten veranstaltet, eine Hochburg des Münchener Faschings.
1910/11 wurde der Keller erneut umgebaut und modernisiert.
Am 8. November 1923, einen Tag vor dem gescheiterten Hitler-Putsch, hielt Hermann Esser, ein Gefolgsmann Hitlers, eine Rede im Löwenbräukeller und entwarf eine „Proklamation an das deutsche Volk“.
Von 1940 bis 1943 fanden hier die Versammlungen anlässlich des Jahrestages des Hitlerputsches von 1923 statt, da der ursprüngliche Versammlungsort im Bürgerbräukeller durch das Attentat von Georg Elser bis Kriegsende unbenutzbar blieb. Am 8. November 1942 hielt Adolf Hitler am Vorabend des 9. November im Löwenbräukeller eine 55-minütige Ansprache. Darin thematisierte er besonders die Schlacht von Stalingrad, die er als weitgehend gewonnen skizzierte.
Durch einen Luftangriff der Royal Air Force am 17. Dezember 1944 wurde der Löwenbräukeller schwer beschädigt, der Saal völlig zerstört. 1950 wurde er wiederaufgebaut. Dabei wurde die Bühne von der Mitte der Nordseite zur Westseite verlegt; die Schwemme und die kleinen Säle wurden im damaligen Sinne moderner gestaltet. Schließlich wurde die Galerie an der Ostseite neu errichtet. 1955 war der Teil des Saales, der sich unter der großen Galerie befindet, wieder aufgebaut und wurde bis 1958 als Behelfsbüro genutzt. Im selben Jahr wurde die gesamte Fassade einschließlich des Turmes renoviert.
1973 kam es im Löwenbräukeller bei einer überfüllten Veranstaltung zu einer Panik mit zwei Toten und 22 Verletzten.
1984/85 wurden das Bräustüberl sowie mehrere angrenzende Räume nach denkmalschützerischen Kriterien neu gestaltet. Gleichzeitig wurde die Küche des Festsaales vollständig erneuert, die Außenanlagen unter Beibehaltung des alten Baumbestandes neu angelegt. In der Nacht vom 23. zum 24. Juli 1986 brannte der Festsaal mit Galerie, Balkon und Bühnenhaus vollständig aus. Die Wiederherstellung erfolgte durch das brauereieigene Baubüro nach Plänen von W. Flaschl. Am 21. April 1990 wurde im Löwenbräukeller ein Neonazi-Kongress unter dem Motto „Wahrheit macht frei“ durchgeführt. Dabei versuchten die Anwesenden in Anlehnung an den Hitler-Ludendorff-Putsch von 1923 einen „Marsch auf die Feldherrnhalle“.
Die Brauereianlagen im Dreieck Nymphenburger-Dachauer-Sandstraße wurden 2007 abgerissen, um Platz für Wohn- und Bürogebäude zu schaffen.
Eigentümer des denkmalgeschützten Gebäudes ist der Münchner Wiesnwirt Eduard Reinbold, der den Löwenbräukeller Ende 2015 von der aus der Löwenbräu AG hervorgegangenen Custodia AG von August von Finck jr erworben hatte. Betreiber blieb zunächst Christian Schottenhamel, ebenfalls Wiesnwirt, bis im April 2018 Reinbolds Sohn Ludwig Reinbold die Geschäftsführung übernahm.

## Gastbereiche

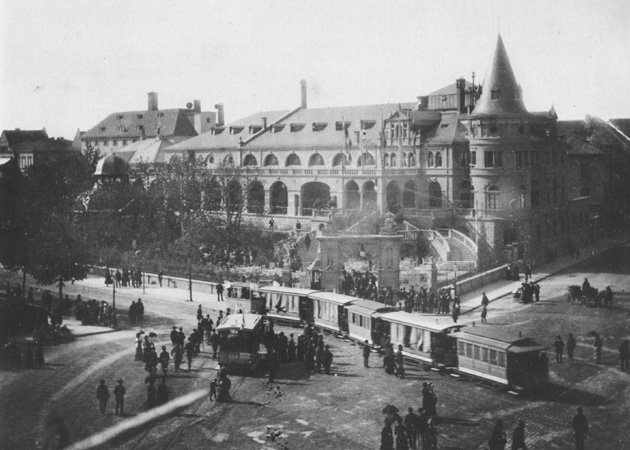
Löwenbräukeller mit Stiglmaierplatz 1885

- Festsaal
- Galeriesaal
- Bräustüberl
- Dachauer Stube
- Bennosaal
- Turmstüberl
- Biergarten (Nymphenburger Straße)

## Bedeutende Kunstwerke

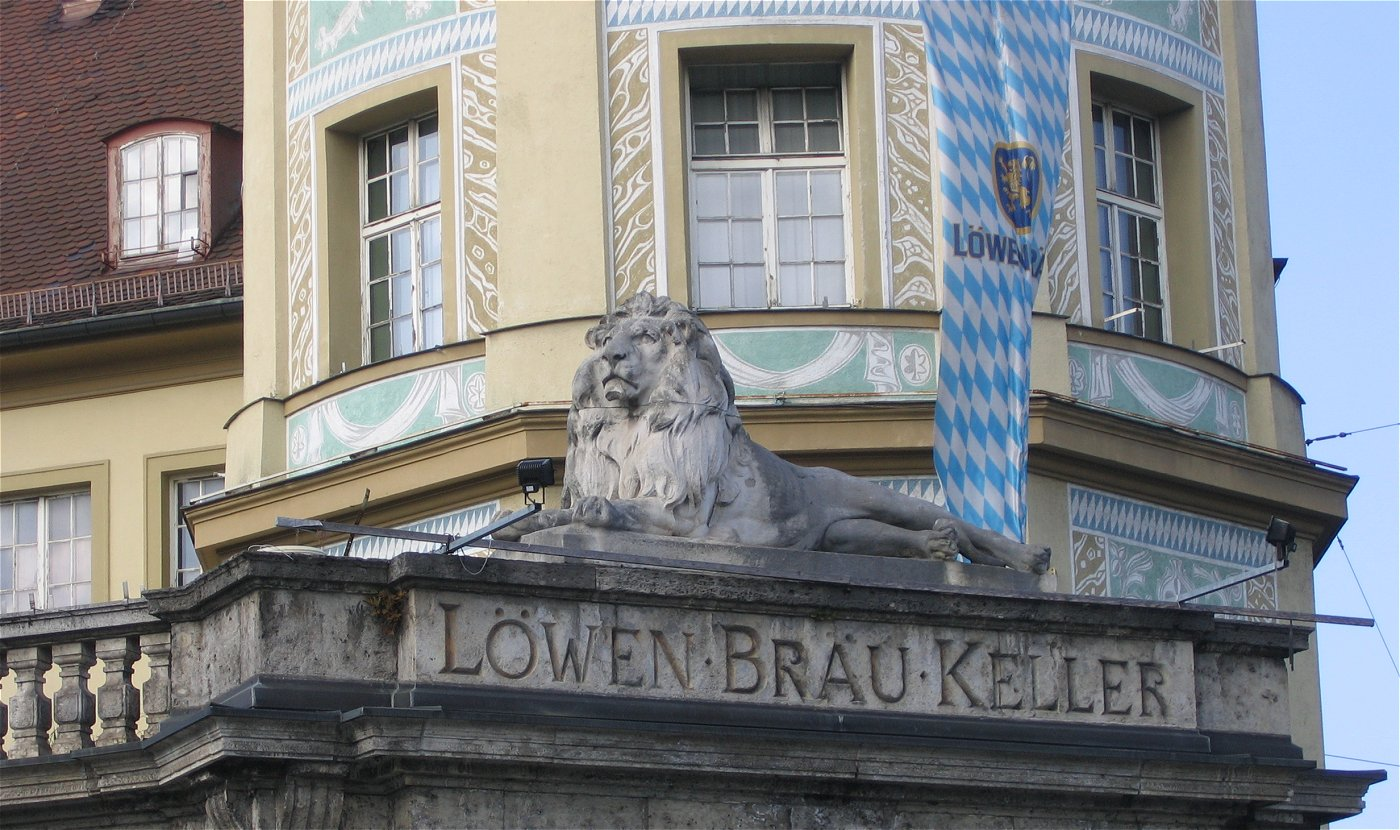
Löwe

- Ruhender Löwe auf der Terrasse (Wilhelm von Rümann, um 1900)

## Sonstiges
- Während der Fastenzeit, in der Starkbier ausgeschenkt wird, wird traditionell ein Kraftsport-Wettbewerb ausgetragen: das Heben eines 508 Pfund schweren Steines, den der 1848 geborene Hans Steyrer, genannt Bayerischer Herkules, einst mit einem einzigen Finger gelupft haben soll.
- Seit einigen Jahren ist der Löwenbräukeller Veranstaltungsort des traditionellen Münchner Schabernackts.